# Comarca Minera

Comarca Minera en el estado de Hidalgo.

La Comarca Minera es una de las diez regiones geográficas y culturales del estado de Hidalgo, en México. La zona se llama así porque es una zona rica en yacimientos de metales. Los más abundantes son: el plomo, oro y la plata. La principal ciudad de esta zona es Pachuca de Soto.
Está integrada por los municipios de Atotonilco el Grande, Epazoyucan, Huasca de Ocampo, Mineral del Chico, Mineral del Monte, Omitlán de Juárez, Pachuca de Soto, y Mineral de la Reforma.

## Geografía
Esta región se encuentra en el centro del Estado de Hidalgo. La Comarca Minera propiamente dicha abarca más que la superficie de la Sierra de Pachuca. Por principio de cuentas se prolonga hacia el norte, en esa larga llanura donde se encuentra el municipio de Huasca de Ocampo, ya que aquí estaban algunas de las haciendas en que se procesaba el metal proveniente del antiguo Real del Monte. 
Después se introduce hacia el este, por atrás de las montañas que llegan a Actopan, en la zona que ocupan las minas el Chico, Santa Rosa, Capula y Plomosas. Y hacia la parte sur incluye las laderas que bajan al Mineral de la Reforma y a la Ciudad de Pachuca, quedando esta última como límite entre la Comarca y la Cuenca de México. 
Sobre todo, la región es la más abundante del estado en peñascos. Las más conocidas: la Peña del Zumate en Omitlán, las Peñas Cargadas en el Municipio de Real del Monte, la Peña del Conejo en San Jerónimo, y las famosas Peñas del Cuervo, las Monjas y las Ventanas en el Chico. Igualmente hay que llamar la atención sobre las cumbres Volcánicas de los cerros de la Corona, el Jacal y el Horcón, los tres en jurisdicción de Huasca y todos levantando sus cimas a más de 3100 metros sobre el nivel del mar.

## Paisajes

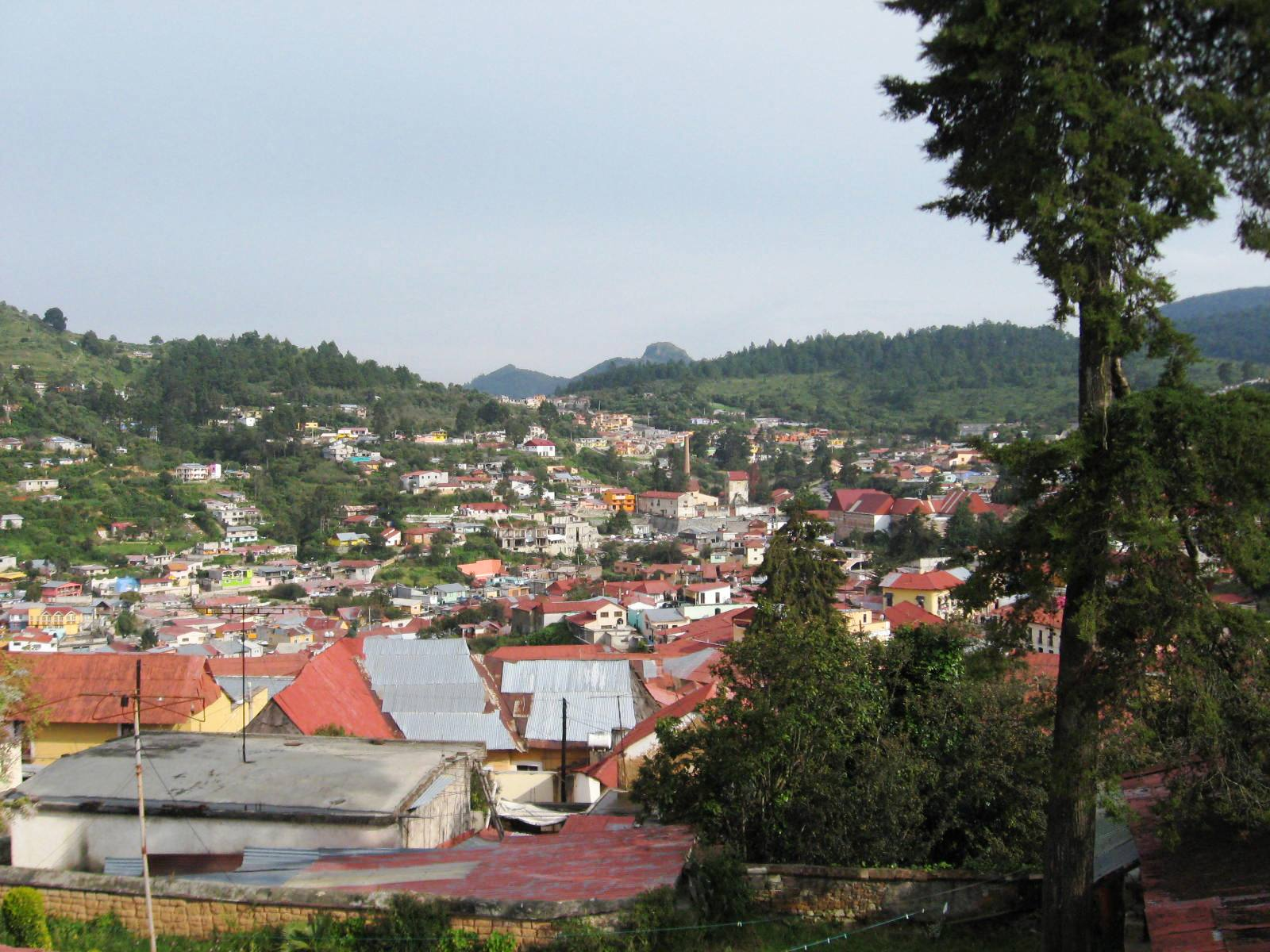
Vista de Real del Monte.
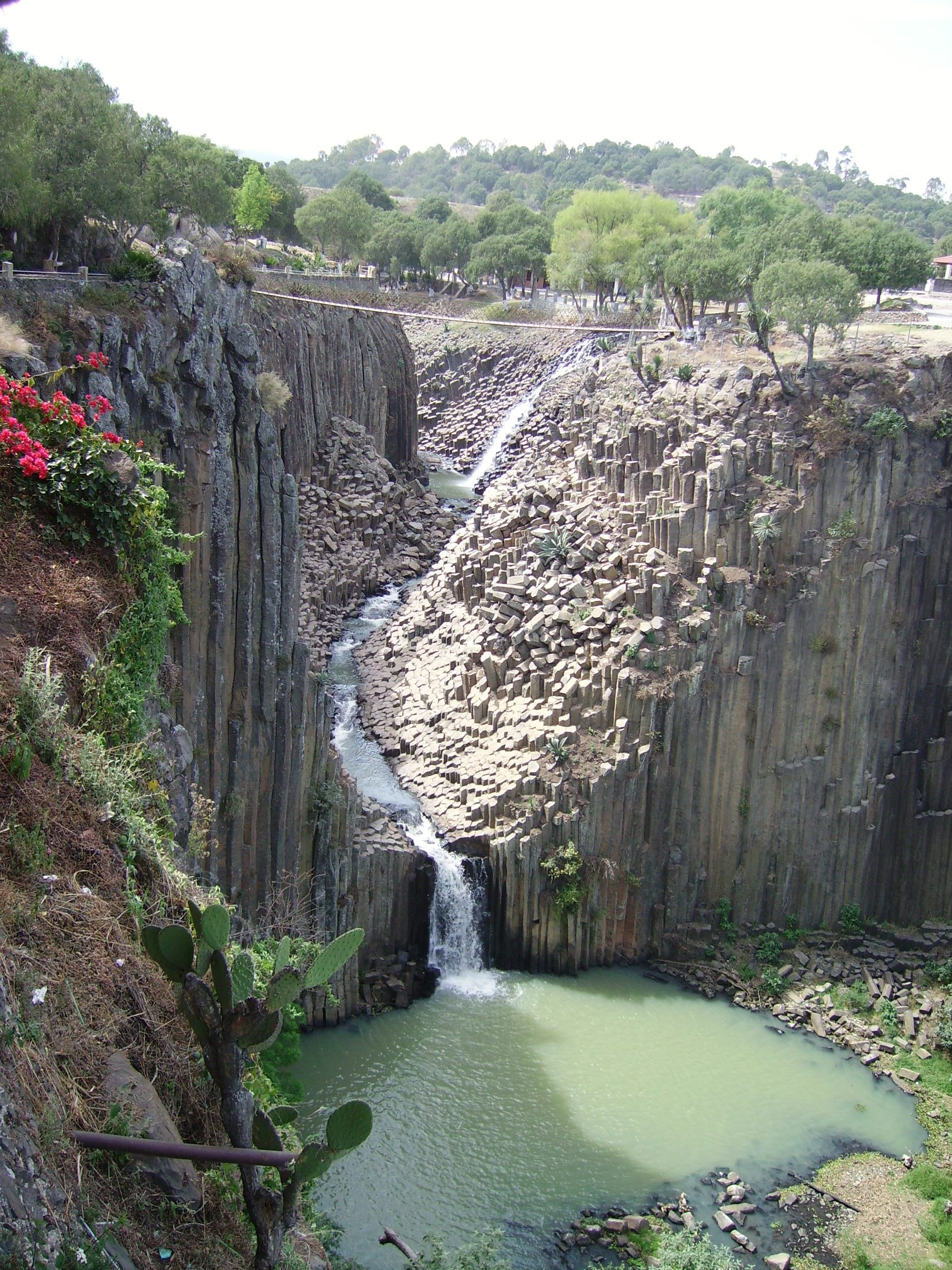
Prismas basálticos de Santa María Regla.
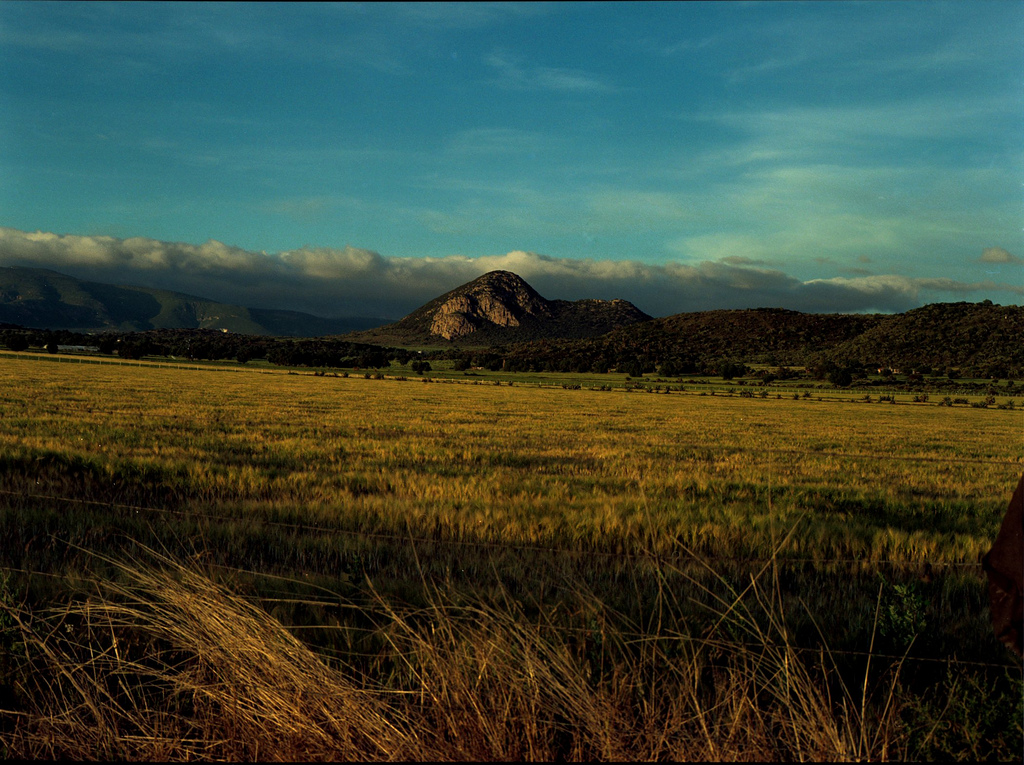
Un campo de cebada a las orillas del Valle de Pachuca, en Mineral de la Reforma.
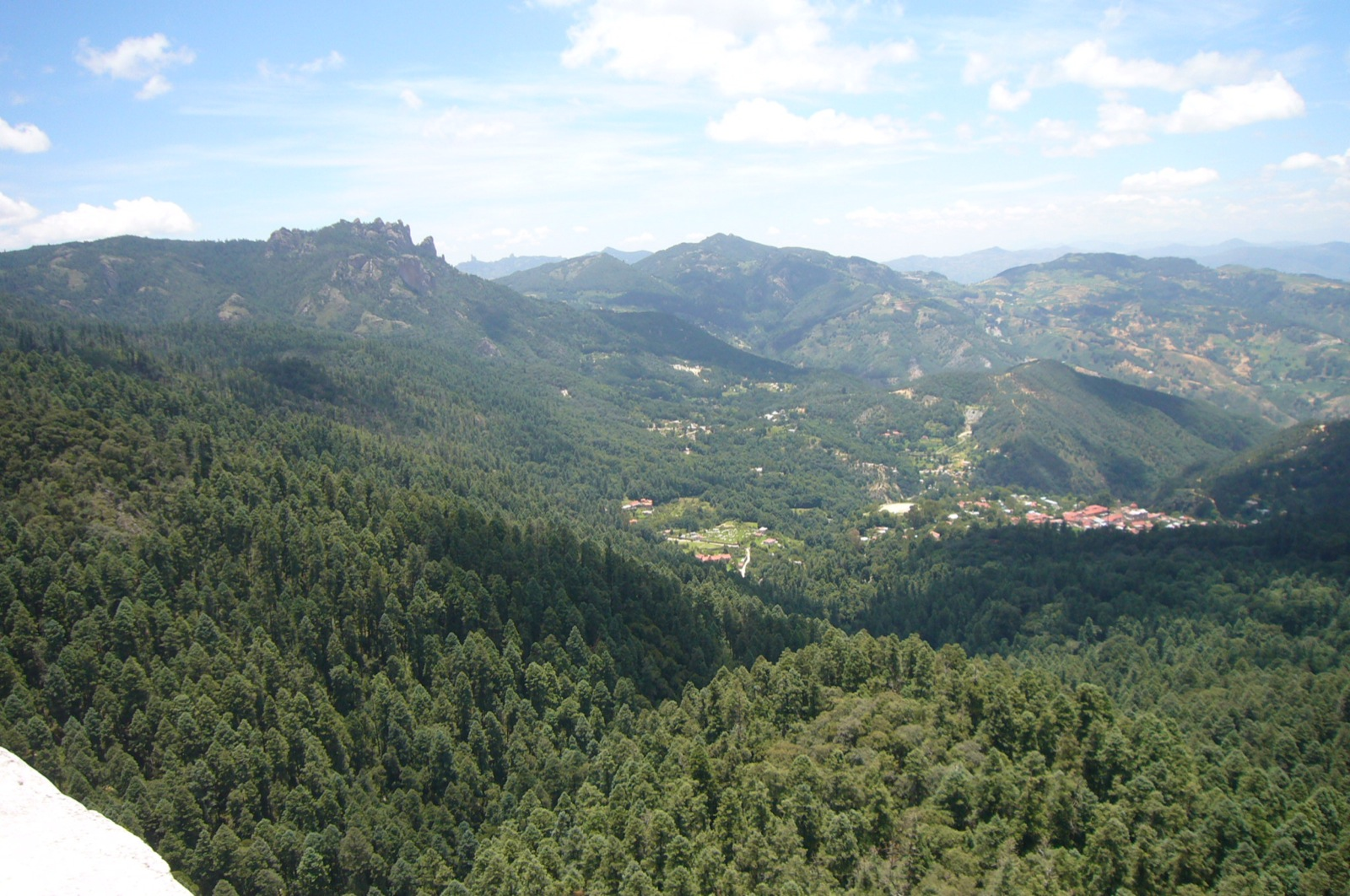
Vista del la Sierra de Pachuca.
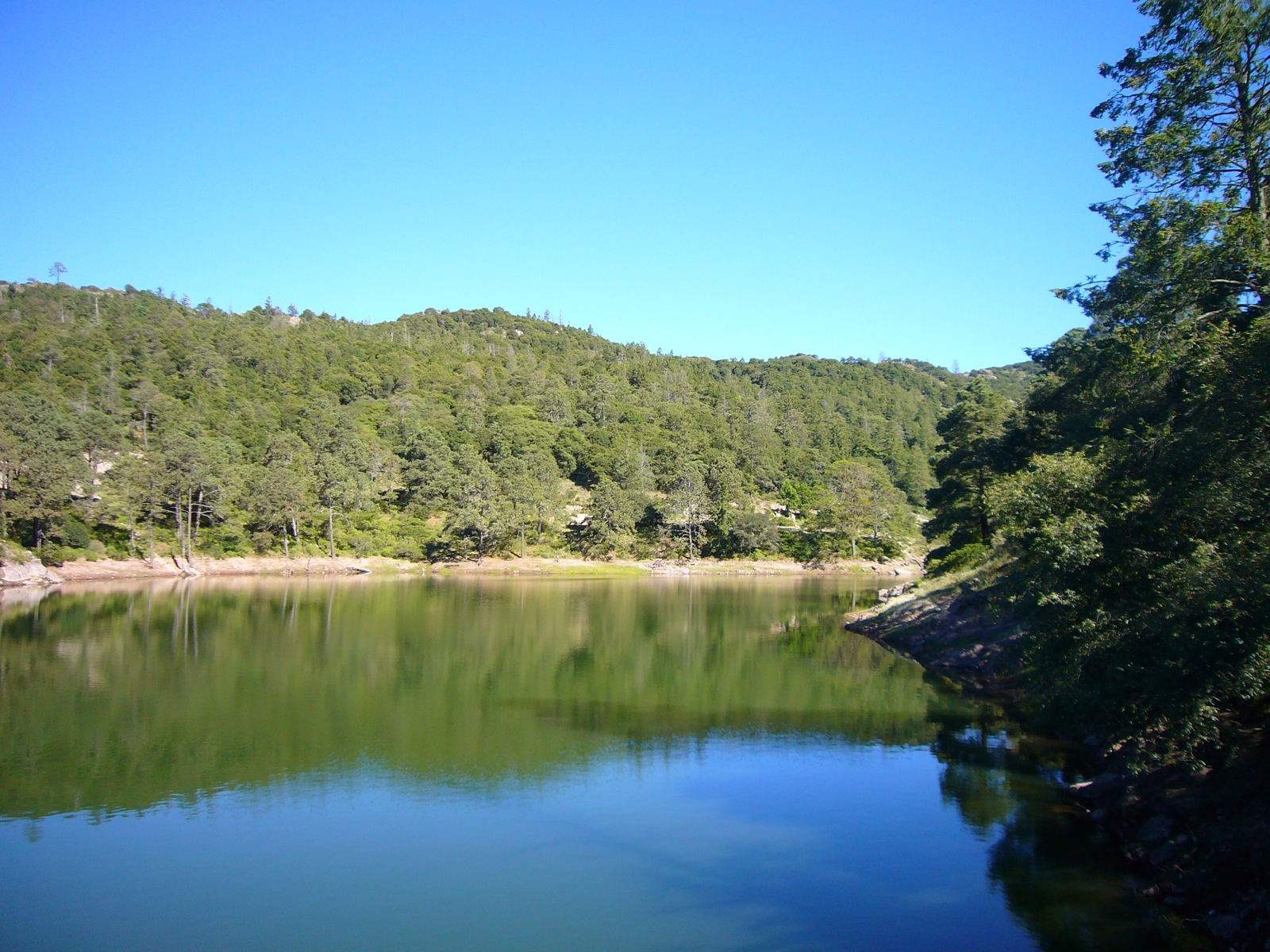
Presa el Cedral en el Parque Nacional El Chico.